# Сладков, Тимофей Ипполитович
Тимофе́й Ипполи́тович Сладко́в (9 января 1884, Уральская область — 22 марта 1956, Монморанси) — уральский казак, участник Первой мировой и Гражданской войн, полковник.

## Биография
Родился 9 января 1884 года в семье уральского казака, есаула Уральского казачьего войска Ипполита Селивёрстовича Сладкова и Анны Дмитриевны Донсковой, дочери генерал-майора Донскова.
Окончил Уральское войсковое реальное училище. В 1902 году поступил в Московское военное училище, но после года обучения перевёлся в Елисаветградское кавалерийское училище, которое окончил в 1905 году по 1 разряду, с производством в чин хорунжего, после чего получил назначение в  атаманский полк Лейб-Гвардии Его Императорского Высочества Наследника Цесаревича. Таким образом уральский казак попал в привилегированную часть, комплектовавшуюся чинами Донского казачьего войска. Существует версия, что этому способствовала его женитьба на Ольге Варламовне Денисовой, представительнице известного и уважаемого донского казачьего рода, дочери генерал-лейтенанта Варлама Денисова и сестре будущего командующего Донской армией генерала Святослава Денисова, а также возможное содействие в этом вопросе родственников со стороны супруги.
В конце 1905 года был командирован командованием полка в Ораниенбаум в Офицерскую стрелковую школу для обучения стрельбе из пулемёта. В декабре 1909 года был произведён в чин сотника. В 1909—1910 годах находился в составе частей полка в Великом княжестве Финляндском. За весь период службы в полку не раз аттестовывался самым положительным образом, был на хорошем счету у начальства и признавался достойным повышения по службе. В апреле 1913 года был произведён в чин подъесаула.
В феврале 1914 года Сладков получил назначение в Главное управление Генерального штаба. После начала Первой мировой войны находившийся в чине есаула Сладков написал рапорт и был назначен командиром 6-й сотни 6-го Уральского казачьего полка (командир полка — полковник Н. В. Мизинов), входившего в состав Уральской казачьей дивизии. С 1916 года состоял помощником командира 8-го Уральского казачьего полка, к которому был временно прикомандирован, продолжая числиться в списках 6-го Уральского казачьего полка. За боевые отличия 18 апреля 1916 г. приказом был досрочно произведён в чин войскового старшины, а впоследствии, 13 ноября 1917 г., также за боевые отличия   досрочно произведён в чин полковника.
В конце 1917 года вернулся в Уральск.
В 1918 году являлся командиром 6-го льготного Уральского казачьего полка, который был сформирован 8 сентября 1918 г. из казаков станиц Лбищенского уезда, и воевал на Шиповском фронте, прикрывая направление на Уральск.
В апреле 1919 года был назначен командиром Лбищенского конного полка (который  ранее именовался Мергеневским), входившего в состав 2-й Уральской казачьей дивизии полковника П. К. Буренина.
Весной и летом 1919 г. Уральская армия с переменным успехом вела бои с красноармейскими дивизиями. С огромными трофеями был взят Лбищенск, очищены от большевиков Александров-Гай и Новоузенск, взяты Илецк, Озёрный и Соболевская; 26 июня был захвачен Николаевск, но главная цель кампании — освобождение от красных Уральска — осталась нереализованной.
В июле с Восточного фронта против Уральской армии были переброшены подкрепления, ядром которых была хорошо вооружённая и укомплектованная 25-я стрелковая дивизия под командованием Чапаева, в результате этого красные войска получают резкое преимущество над уральцами. После чего красные деблокируют Уральск, вынуждая Уральскую армию начать отступление на юг.
А штаб 25-й дивизии Чапаева становится штабом всей войсковой группы Туркестанского фронта красных, действовавшей против Уральской армии.
Тем временем, под напором Туркестанского фронта Уральская армия оставила Лбищенск и станицу Сламихинскую, что поставило уральцев в крайне сложное положение.
Командующий Уральской армии генерал-лейтенант Толстов В. С. начинает менять командиров, в том числе освобождает полковника Буренина от должности командира 2-й Уральской дивизии, назначив на его место полковника Сладкова.
На фронте наступило небольшое затишье и в конце августа 1919 года в посёлке Калёном (примерно 300 километров от Уральска в сторону г. Гурьева) было созвано совещание высшего командного состава Уральской армии. Было ясно, что отдохнув и перегруппировав силы, красные продолжат наступление. Необходимо было самим попытаться перехватить инициативу, нанеся упреждающий удар. После долгих споров о характере контрудара было решено организовать рейд в тыл красным войскам, с целью атаковать Лбищенск, где размещался штаб всей группировки войск Красной армии, действовавшей против уральцев, во главе которой находился злейший враг казачества Чапаев.
Предполагалось одним ударом обезглавить весь красный фронт, вынудив тем самым большевиков начать отступление, а потом по возможности на плечах отступающих ворваться в Уральск. При удачном стечении обстоятельств планировалось захватить живым Чапаева, придать его военно-полевому суду и повесить. Сладковым после совета с офицерами, был предложен свой план внезапного удара по аппарату управления всей группы, находящемуся в Лбищенске, используя обходной манёвр основных сил противника. Сладков ранее принимал участие в освобождении Лбищенска, 17 апреля 1919 года, при этом были разгромлены части 22-й стрелковой дивизии красных. Взяты в плен более 1000 человек. Трофеи составили: 10 орудий, 28 пулемётов, более 3-х тысяч снарядов, около 1000 винтовок, 300 000 патронов, большие запасы военного снаряжения и продовольствия. Предыдущий боевой опыт лёг в основу плана грядущей операции и был одобрен командованием.
Директивой командира 1-го Уральского казачьего корпуса генштаба полковника Изергина М.И. было приказано овладеть Лбищенском, и далее, в случае полного успеха, следовать на Уральск.

### Лбищенский рейд
Основу направляемого в рейд отряда составили части 2-й Уральской казачьей дивизии Сладкова Тимофея Ипполитовича: Лбищенский конный полк полковника Лифанова Н.А, 1-й Партизанский полк полковника Абрамова Н.М., 2-й Партизанский полк полковника Горшкова В.Г. Из прибывшей со Сламихинского фронта на усиление 6-й Уральской казачьей дивизии, под командованием полковника Бородина Николая Николаевича были выделены: 1-й Новоузенский партизанский полк подпоручика Позднякова Ф.Ф., 3-й Чижинский партизанский полк войскового старшины Хохлачева С.Д., Отряд степных партизан прапорщика Коржева И.И., 2 батареи (2 орудия, 2 бомбомёта) есаула Юдина А.М. Пулемётная команда подхорунжего Шайшникова С.П. (9 пулемётов) и небольшой обоз с боеприпасами и провиантом. Командир отряда полковник Сладков Т.И., его заместитель (начальник штаба) полковник Бородин Н.Н.
Задача, стоявшая перед отрядом, была предельно сложной и практически невыполнимой: в Лбищенске располагался штаб 25-й стрелковой дивизии во главе с Чапаевым, в городе находились крупные силы красных численностью до 4000 штыков и сабель при большом количестве пулемётов; днём окрестности патрулировали несколько аэропланов с наблюдателями-разведчиками. Для выполнения спецоперации надо было пройти свыше ста с лишним километров по степи, совершая переходы только в ночное время, так как дневное передвижение не могло бы остаться незамеченным для наблюдателей на аэропланах.
5 сентября 1919 года, в 3 часа утра, Лбищенск был атакован силами отряда. В результате атаки было уничтожено всё командование дивизии во главе с Чапаевым, а Лбищенск очищен от красных и перешёл под контроль Уральской армии. В результате Лбищенского боя гарнизон красных (4000 шт. и саб.) был практически полностью уничтожен — в самом Лбищенске насчитали 1500 тел убитых, остальные утонули в реке Урал или были зарублены в степи, около 800 человек было взято в плен. Потери белых составили 118 человек — 24 убитых (в том числе полковник Бородин, которому было посмертно присвоено звание генерал-майор) и 94 раненых. Трофеи, взятые белыми в Лбищенске, были очень большими; было захвачено много амуниции, продовольствия, снаряжения, радиостанция, пулемёты, кинематографические аппараты, несколько аэропланов, автомобилей и прочего.
В ходе рейда были достигнуты важные военные результаты: был уничтожен штаб всей войсковой группы Красной Армии Туркестанского фронта, благодаря чему красные войска утратили управляемость и началось их разложение. В итоге части Туркестанского фронта поспешно откатились на север, на позиции, которые они занимали в июле. После чего фактически прекратили активные боевые действия.
Казаки, в свою очередь, преследуя красных, вышли к Уральску и вновь осадили город.

### Окончание борьбы
В декабре 1919 года полковник Сладков был временно исполняющим должность командира 1-го Уральского корпуса, но к тому времени корпус существовал лишь на бумаге, в реальности его уже не было. Вместе с остатками Уральской армии и беженцами Сладков и его семья отправились из Гурьева в форт Александровский.
В феврале 1920 года Сладков был назначен временно исполняющим должность начальника штаба Уральской отдельной армии; это было последнее назначение боевого офицера в Гражданской войне. В апреле 1920 г. в составе отряда атамана Владимира Толстова он вышел в свой последний поход, оставив в форте Александровском супругу и маленькую дочку. Из-за разногласий с атаманом небольшая группа казаков и офицеров, возглавляемая Сладковым, вскоре   отделилась от основного отряда, выбрав для дальнейшего движения морской путь по Каспийскому морю.

### Годы эмиграции
После морского путешествия, пройдя около 800 верст, группа Сладкова прибыла в Персию.
В июне 1920 года они прибыли в английский военный лагерь для интернированных русских военных в Басре. Там англичанами были собраны более 300 офицеров и около 200 солдат и матросов белых армий, которые различными путями попали в Персию, а затем в Месопотамию. Позже в этот же лагерь прибыла оставшаяся часть основного отряда во главе с атаманом Уральского казачьего Войска генерал-лейтенантом Владимиром Толстовым.
1 декабря 1920 года полковник Сладков, испросив разрешения у английских властей на выезд, вместе со своей гражданской женой, сестрой милосердия А. К. Михайловской, на корабле «Чагдара» отплыл в Бомбей и, проследовав через Индию, 23 января 1921 года прибыл во французский порт Марсель. Как писал он сам в своих воспоминаниях: «Так закончился период нашего ухода с Родины целыми частями и группами. Настал период одиночного скитания в поисках фортуны».
Прибыв во Францию, Сладков отправился в Париж для встречи с представителем Русской армии генералом Евгением Миллером. Сделав подробный доклад о русском лагере в Персии и о положении уральских казаков, Сладков просил оказать возможную помощь в их переезде во Францию.
Вернувшись в Марсель, Сладков устроился на должность помощника садовника в богатом имении. В его обязанности также входила работа на виноградниках, дробление тяжёлых камней и т. п. Жизнь на чужбине складывалась непросто: постоянный тяжелый физический труд, отсутствие надежды на скорое возвращение на родину, недостаток материальных средств — всё это отражалось на здоровье и моральном состоянии Сладкова.
В 1920-е годы Сладков проживал во Франции, в небольшом городке на побережье, занимаясь тяжёлым физическим трудом. Некоторое время он переписывался с женой, оставшейся в советской России, но затем переписка оборвалась, а он получил сведения о том, что она скончалась. После этого он официально женился на Михайловской.
В эмиграции полковник Сладков активно участвовал в жизни местной русской колонии. В 1930 году он был избран помощником атамана общеказачьей станицы в Ницце. В это время он публиковал небольшие очерки и рассказы в казачьих эмигрантских журналах. Позднее он переехал в Париж.

### Смерть
Тимофей Ипполитович Сладков скончался 22 марта 1956 года в Инвалидном доме при Союзе русских военных инвалидов в Монморанси под Парижем и был похоронен на местном кладбище.

## Память
Памятник Тимофею Сладкову находится в селе Красное Оренбургской области на территории храма Вознесения Господня. Памятник был создан на народные пожертвования и открыт 17 октября 2020 года. Автор — московский скульптор Александр Ворожбет. Внук Тимофея Сладкова, проживающий во Франции, прислал инициаторам установки монумента благодарственное письмо.

## Награды
- Орден Святой Анны 4 степени «За храбрость»
- Орден Святого Станислава 2 степени с мечами
- Орден Святой Анны 3 степени с мечами
- Орден Святой Анны 2 степени с мечами
- Орден Святого Владимира 4 степени с мечами и бантом